# پملیا سنتر (نیویورک)
پملیا سنتر (به انگلیسی: Pamelia Center) یک منطقهٔ مسکونی در ایالات متحده آمریکا است که در نیویورک واقع شده‌است. پملیا سنتر ۲۶۴ نفر جمعیت دارد و ۱۴۲٫۹۵ متر بالاتر از سطح دریا واقع شده‌است.